# Kirigaoka
Kiri-ga-oka (jap. 霧が丘 "Wzgórze Mgły") – część dzielnicy Midori, miasta Jokohama, w prefekturze Kanagawa, w Japonii.